# Мануїл (Лемешевський)
Митрополит Мануїл (в миру — Віктор Вікторович Лемешевський; 13 травня 1884, Луга — 12 серпня 1968, Куйбишев) -російський релігійний діяч епохи більшовизму, єпископ Російської Православної Церкви; митрополит Куйбишевський і Сизранський. Церковний історик.

## Освіта
Закінчив Лібавську Миколаївську гімназію, навчався на юридичному факультеті Петербурзького університету (пішов в 1910 з останнього курсу) і в Петроградській духовній академії (1916–1918). Закінчив вищі бібліотечні курси в Петрограді в 1920.
Під час навчання в університеті займався літературною діяльністю, захоплювався містичними вченнями, автор роману-щоденника в трьох частинах «На шляху до іншого світу» (СПБ, 1908) і окультного роману «Їх було чотири» (СПБ, 1909).

## Монах
У квітні 1910 вступив в Ніколо-Столпенську пустель Тверської єпархії.
2 червня 1911 пострижений у чернецтво, з 10 грудня 1911 — ієродиякон, з 16 вересня 1912 — ієромонах.
У серпні 1912 — серпні 1916 — помічник начальника Киргизької духовної місії Омської єпархії в Семипалатинську.

### Діяльність в Петрограді
З 1917 року — помічник бібліотекаря Петроградської духовної академії.
У серпні 1918 року був у науковому відрядженні в Олонецькій єпархії для обстеження та опису пам'яток місцевої церковної старовини.
15 серпня 1919 призначений настоятелем Свято-Троїцької Сергієвої Приморської пустелі (не прийнятий братією). Настоятель Спаської домової церкви Олександро-Невського товариства тверезості в Петрограді.
З 1919 року, одночасно, працював старшим бібліотекарем при Всеросійському Центральному Педагогічному Музеї Главпрофобра Наркомосу РРФСР (був змушений поєднувати духовну і світську роботу, так як був настоятелем дуже бідного храму).
У 1921–1923 роках — викладач Святого Письма Старого Завіту на богословських пастирських курсах у Петрограді.

## Архієрей

### Боротьба з обновленством у Петрограді
Рішуче виступив проти обновленського руху. В умовах майже повного домінування обновленців в Петроградської єпархії після загибелі митрополита Веніаміна (Казанського), Патріарх Тихон доручив тоді маловідомому ієромонаху Мануїлу очолити боротьбу з обновленством у Петрограді в сані єпископа (у той час в єпархії не було жодного єпископа, який перебував у піданні Патріарха) .
З 21 вересня 1923 — архімандрит.
З 23 вересня 1923 року — єпископ Лузький, вікарій Петроградської єпархії, керуючий цією єпархією. Хіротонію в Москві очолив Патріарх Тихон, який, вручаючи єпископу Мануїлу архіпастирський жезл, напучував його такими словами: Посилаю тебе на страждання, бо хрести та муки чекають тебе на новому терені твого служіння, але мужайся і поверни мені єпархію.
29 вересня прибув в Петроград і відразу ж розгорнув активну антиообновленську діяльність, очоливши народний рух віруючих. Протягом чотирьох місяців здійснював літургію майже кожен день в різних храмах, виступав з проповідями на захист Патріаршої церкви, залучив на свою сторону багатьох парафіян. Призначив чотирьох священнослужителів з числа послідовних прихильників Патріарха Тихона духівниками округів, на які було розділене місто — вони брали покаяння у обновленчеського духовенства (яке в бутність владики Мануїла керуючим єпархією здійснювалося публічно, перед народом) і виступали з проповідями в храмах.
В результаті діяльності єпископа Мануїла за кілька тижнів з 115 обновленчеських храмів 83 перейшли у відання Патріарха. В Патріаршу церкви повернулися також ченці Олександро-Невської лаври і Новодівичого монастиря. В цілому по єпархії ситуація була ще більш сприятливою для супротивників обновленців — там майже всі парафії пішли з обновленчеської юрисдикції. В Патріаршу церква перейшов навіть глава обновленчеськой Петроградської єпархії митрополит Артемій (Іллінський), який приніс покаяння в кількох храмах і був прийнятий в сані єпископа, який мав до відходу в обновленчество.

### Арешт і перебування на Соловках
Обновленці вимагали арешту владики, називаючи очолюваний ним рух «мануїловщиною». 2 лютого 1924 єпископ Мануїл був заарештований, засуджений до трьох років позбавлення волі. У 1924–1928 роки перебував у Соловецькому таборі. Перебуваючи в ув'язненні, написав ряд робіт: «Соловецький Некрополь». «Соловецькі листи про єпископство», «Новий Соловецький Патерик», "Соловецькі синодики. Їх утворення в період XV—XVII ст. Склад їх і доля їх в Російській Церкві ".

### Боротьба проти «іосіфлянского» руху
З 25 квітня 1928 року — єпископ Серпуховський, вікарій Московської єпархії.
Відразу після призначення на кафедру відряджений до Санкт-Петербурга, де з 28 квітня по 2 травня 1928 активно виступав проти «іосифлян» на стороні заступника Патріаршого Місцеблюстителя митрополита Сергія (Страгородського), підтримуючи новопризначеного митрополита Ленінградського Серафима (Чичагова).
При призначенні єпископа Мануїла в Серпухов митрополит Сергій також прагнув використовувати його авторитет серед віруючих для боротьби з «іосіфлянским» рухом, центром якого в Московській єпархії фактично став Серпухов. На рубежі 1927–1928 років від «сергіанська» єпископа Серпуховського Сергія (Гришина) відкололася майже половина міських парафій. Основним опонентом єпископа Мануїла в Серпухові був «іосіфлянский» єпископ Максим (Жижиленко), заарештований у квітні 1929 року, відправлений на Соловки і незабаром розстріляний.
З жовтня 1929 року — єпископ Серпуховський і Каширський, вікарій Московської єпархії. У цей період став автором рукописів «Патерик Серпуховський» і «Синодик Сибірських просвітителів, сповідників, подвижників і ревнителів благочестя і боголюбців, церковних істориків і письменників духовних про Сибір».

### Співробітництво з органами держбезпеки
За даними члена Синодальної комісії з канонізації святих, професора-протоієрея Георгія Митрофанова, владика Мануїл був наприкінці 1920-х років завербований органами державної безпеки : 

З кінця 20-х років він був секретним співробітником НКВД. Ця співпраця не рятувало його навіть від арештів, і щоразу, виходячи на свободу, він панічно боявся знову опинитися в таборі. Цей страх спонукав його зраджувати людей, і він страшенно страждав від цього, будучи глибоко віруючим священнослужителем і аскетичним ченцем. Десятиліттями він жив у страшному внутрішньому протиріччі. Коли до нас звернулися із запитом про його канонізацію, і ми почали досліджувати це питання, для нас стало великим потрясінням те, які доноси він писав, мріючи тільки про одне — не бути арештованим в черговий раз. Ви знаєте, це було настільки важко, що нічого крім співчуття до нього ми не зазнали. Для нас це відкриття було абсолютно несподіваним, тому що авторитет митрополита Мануїла для будь-якого церковного історика був безумовний.

### Арешти, табори, заслання
У 1930 році припинив поминати на богослужіннях митрополита Сергія, але не приєднався до жодного з існуючих в церкві опозиційних течій. У 1931–1932 перебував у в'язниці, в 1933–1936 роки відбував ув'язнення в Маріїнських таборах.
Після звільнення жив у селищі Завидово Калінінської області, в 1937 склав «Словник радянських скорочень і умовних найменувань». На прохання протоієрея Сергія Мечева таємно висвятив кількох священиків. 1 травня 1939 був заарештований у «справі» Істинно-православної церкви. Дав докладні свідчення в результаті яких висвячені ним священики були арештовані, а по громаді отця Сергія Мечева було завдано сильного удару. Був засуджений до позбавлення волі, відбував термін у таборах Канска.
Восени 1944 року був звільнений. У листопаді 1944 — лютому 1945 перебував у розпорядженні архієпископа Луки (Войно-Ясенецького) в Тамбовській єпархії.
З 14 лютого 1945 року — єпископ Чкаловський. З липня 1945 — єпископ Чкаловський і Бузулукський.
21 квітня 1946 возведений у сан архієпископа.
Склав «Патерик Оренбурзький», «Патерик Бузулукський», «Покажчик імен всіх російських святих, місцевошанованих подвижників і праведників благочестя з X століття до 1917 року», «Словник російських святих і місцевошанованих (988-XVII ст.)», Написав ряд інших робіт.
4 вересня 1948 знову був заарештований, 16 квітня 1949 засуджений до 10 років позбавлення волі і відправлений до Потемського табору в Мордовії. У 1955 році звільнений.

### Останні роки життя
З 21 грудня 1955 — тимчасово керуючий Чебоксарсько-Чуваською єпархією.
З 7 лютого 1956 року — архієпископ Чебоксарский і Чуваський.
З 22 березня 1960 року — архієпископ Куйбишевський і Сизранський.
25 лютого 1962 возведений у сан митрополита.
25 листопада 1965 звільнений на спокій через хворобу з правом служіння і з перебуванням у місті Куйбишеві.
Похований у Покровському кафедральному соборі Самари. Поховання очолив митрополит Крутицький і Коломенський Пимен (Ізвеков).

## Праці
1. Русские православные иерархи периода с 1893—1965 гг. В 6-ти томах. Эрланген, 1979—1988.
2. Божий виноградник. СПб, 1999.
3. Каталог русских архиереев-обновленцев // Обновленческий раскол. Материалы для церковно-исторической и канонической характеристики. М., 2002.
4. Русские православные иерархи. 992—1892: Биографический словарь: В 3-х томах / Митрополит Мануил (Лемешевский). — М.: Изд-во Сретенского монастыря, 2002—2004. — Т. 1-3. — 544, 608, 488 с. — 3000 экз.